# Île Milliau

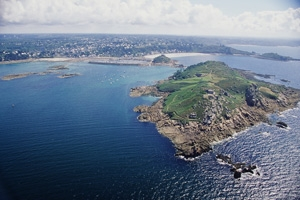
Île Milliau

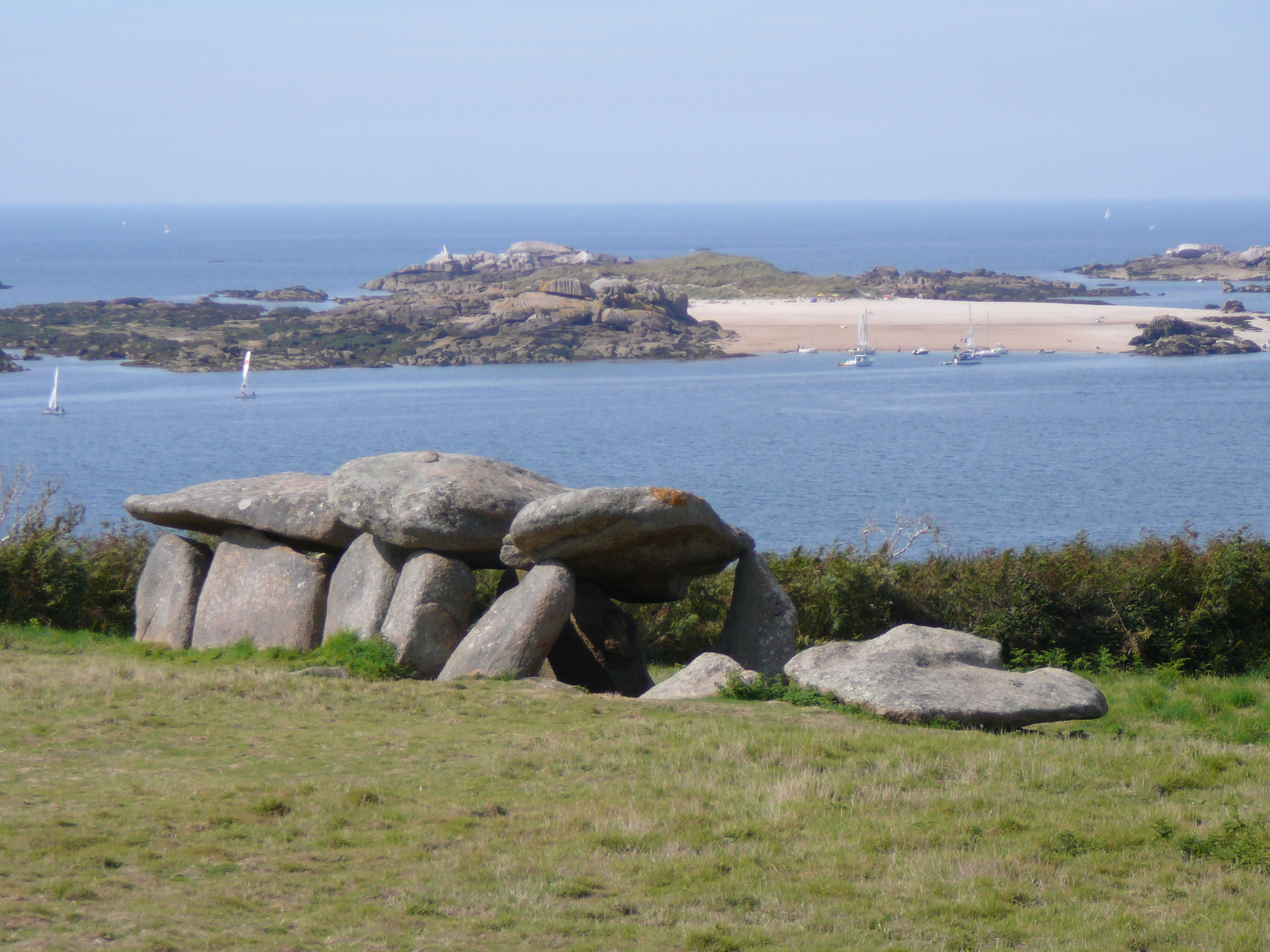
Die Allée couverte de l’Île Milliau im Hintergrund die Île Molène

Die Île Milliau (gelegentlich auch Insel Milliau) ist eine Gezeiteninsel  vor dem Hafen von Trébeurden an der Rosa Granitküste im Département Côtes-d’Armor in der Bretagne in Frankreich am Ärmelkanal.
Die Insel hat eine Größe von etwa 23 Hektar, ist 1 km lang und maximal 300 m breit. Der höchste Punkt ist 52 m hoch. Als Gezeiteninsel ist sie nur temporär fußläufig von der Spitze der Landzunge Le Castel erreichbar. 
Die Insel weist seit der Jungsteinzeit nomadische Besiedlung auf. Das Monument historique Allée couverte de l’Île Milliau wird auf etwa 3000 v. Chr. datiert.
Von 1911 bis 1942 war die Insel im Eigentum von Uro-Lalès, bekannt als Lucie Jourdan (1883–1957), einer guten Freundin von Aristide Briand, der die Insel öfters besucht hatte. Ihr Haus wurde 2009 nach längerem Verfall abgerissen.

## Inventaire national du patrimoine naturel
Die Insel ist im Besitz des Conservatoire du littoral und seit 1984 im Nationalen Inventar des Naturerbes Frankreichs registriert.